# Calyptrophora antilla
Calyptrophora antilla is een zachte koraalsoort uit de familie Primnoidae. De koraalsoort komt uit het geslacht Calyptrophora. Calyptrophora antilla werd in 2001 voor het eerst wetenschappelijk beschreven door Bayer. 